# Ilari Ruuth
Ilari Ruuth (27 de agosto de 1990) é um futebolista finlandês.